# Rousseaceae
Rousseaceae é uma família de plantas angiospérmicas (plantas com flor - divisão Magnoliophyta), pertencente à ordem Asterales.
A ordem à qual pertence esta família está por sua vez incluida na classe Magnoliopsida (Dicotiledóneas): desenvolvem portanto embriões com dois ou mais cotilédones.

## Gêneros
- Abrophyllum
- Carpodetus
- Cuttsia
- Roussea

A classificação APG, baseada em critérios filogenéticos, considera a existência de 2 subfamílias distintas
A classificação clássica (Cronquist), inclui os géneros aqui indicados na família Grossulariaceae, na ordem Rosales.